# Dieumerci Mbokani
Dieumerci Mbokani Bezua (nascut el 22 de novembre del 1985 a Kinshasa) és un futbolista professional congolès que juga de davanter central pel Kuwait SC a la segona lliga nacional
Ell anteriorment ha jugat pel Standard Liège, R.S.C. Andrlecht i el TP Mazembe.

## Carrera
Ell va començar la seva carrera en el Kinshasa al Bel'Or i marcà 21 gols en 27 partits abans d'atraure l'atenció del club Lubumbashi de TP Mazembe. En el transcurs de dues temporades va marcar 67 gols en 72 partits i va portar TP Mazembe al Campionat Linafoot del 2006.
La temporada 2006-07 va fer nou partits amb el RSC Anderlecht i va marcar 4 gols, incloent un hat-trick contra el K.S.V. Roeselare el 7 de maig del 2007.
El nom Dieumerci significa "Gràcies Déu". Després de només 9 partits i 4 gols amb el RSC Anderlecht ell es va unir al Standard de Liège i va marcar 35 gols en 81 partits de lliga.
El 30 de juliol del 2010, Mbokani va signar amb l'equip francès de l'AS Monaco. El dijous 27 de gener del 2011 es confirmaria la seva cessió al Wolfsburg per així ocupar el buit que deixat per Edin Džeko.
El 28 d'abril del 2011, Mbokani va ser vinculat amb un traspàs d'estiu pel Sunderland AFC.